# Kiirassaare laht
Kiirassaare laht (laht = Bucht) ist eine Bucht in Kihelkonna im Kreis Saare auf der größten estnischen Insel Saaremaa. Sie bildet die Lücke zwischen den beiden Halbinseln Kuusnõmme poolsaar und Papissaare poolsaar. In der 195 Hektar großen Bucht liegen die Inseln Rannasitik, Sepasitik, Suur Antsulaid, Väike Antsulaid und zwei namenlose Inseln, die allesamt im Nationalpark Vilsandi liegen. Die beiden Nachbarbuchten heißen Kuusnõmme laht und Abaja laht.